# بالكاد مشهور
بالكاد مشهور (بالإنجليزية: Almost Famous)‏ هو فيلم كوميدي درامي تم إنتاجه عام 2000 , كتبه و أخرجه كاميرون كرو, وتحكي قصة الفيلم عن صحفي مراهق يكتب لمجلة رولينغ ستون بينما يغطي أخبار فرقة الروك ستيل ووتر, واجتهاده للحصول للحصول على قصته التأليفية الأولى, الفيلم شبه متعلق بسيرة المخرج كرو نفسه حيث كان في بدايته كاتباً لمجلة الرولينج ستون
إستلهاماً للتجربة الحقيقية التي مر بها كاميرون كرو يوم كان يكتب للرولينغ ستون أثناء مراهقته, ويليام ميلر طالب شاب في الخامسة عشر من عمره تغريه حياة فرقة روك صاعدة فينجرف في تيارها سعياً وراء أول خطوة في مشواره الصحفي , والدته إلين ميلر مصرة على إبقاء عينيها على تجربة إبنها خوفاً من علاقة الروك بالمخدرات أوائل السبعينيات . شقيقته أنيتا التي سئمت الوضع تترك مدرستها وتقرر التحول إلى مضيفة طيران , ينطلق ويليام مع كتابته أول مراجعة موسيقية له ويلفت انتباه محرر في مجلة فنية مرموقة ويعطيه الضوء الأخضر لمقابلة فنية مهمة مع الفرقة الصاعدة ( ستيل ووتر ) , ومع الفرقة يتعرف الفتى على بيني لين المهووسة بالفرقة و المتورطة مع أحد أعضاءها.

## الأدوار الرئيسية
| الممثل             | الدور الرئيسي      |
| ------------------ | ------------------ |
| باتريك فيوجيت      | ويليام ميلر        |
| بيلي كرودب         | روسل هاموند        |
| فرانسيس مكدورماند  | إلين ميلر          |
| كيت هدسون          | بيني لين           |
| جايسون لي          | جيف بيب            |
| زوي ديسكنال        | آنيتا ميلر         |
| آنا باكوين         | بوليكسيا أفروديسيا |
| فيليب سيمور هوفمان | الصحفي ليستر بانجس |
| فايروزا بالك       | سابفير             |
| نواه تايلور        | ديك روزويل         |
| مارك كوزلك         | لاري فيلورز        |
| جون فيدفيتش        | إد فالينكورت       |
| جيمي فالون         | دينيس هوب          |
| بيجاو فيليبس       | إستريلا ستار       |
| تيري شين           | بين فونج توريس     |
| راين ويلسون        | دافيد فيلتون       |
| مايكل أنجرانو      | ويليام ميلر الشاب  |
| جاي باروتشيل       | فيك مينوز          |
| بيتر فرامبتون      | ريج                |
| ميتش هيدبيرج       | المدير إيجلز رود   |

## وصلات خارجية
- الموقع الرسمي
- بالكاد مشهور على موقع IMDb (الإنجليزية)
- بالكاد مشهور على موقع ميتاكريتيك (الإنجليزية)
- بالكاد مشهور على موقع الموسوعة البريطانية (الإنجليزية)
- بالكاد مشهور على موقع روتن توميتوز (الإنجليزية)
- بالكاد مشهور على موقع نتفليكس (الإنجليزية)
- بالكاد مشهور على موقع قاعدة بيانات الأفلام العربية
- بالكاد مشهور على موقع ألو سيني (الفرنسية)
- بالكاد مشهور على موقع Turner Classic Movies (الإنجليزية)
- بالكاد مشهور على موقع أول موفي (الإنجليزية)
- بالكاد مشهور على موقع بوكس أوفيس موجو (الإنجليزية)